# Velabrum

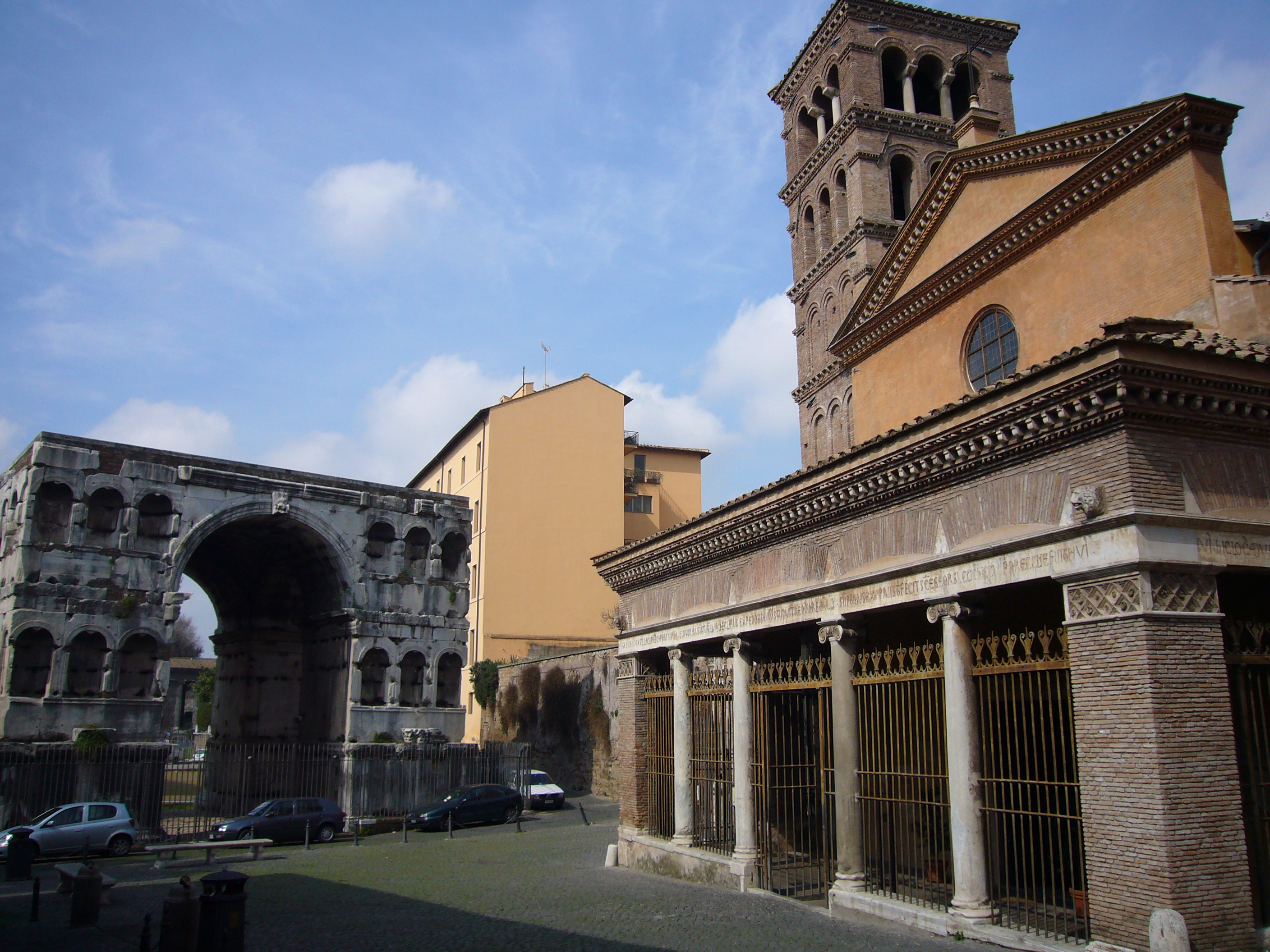
Velabrum med Janusbågen och kyrkan San Giorgio in Velabro.

Cloaca Maxima (med vy över Velabrum). Målning av Christoffer Wilhelm Eckersberg från år 1814.

Velabrum, emellanåt Velabrum maius, var ett salutorg i antikens Rom. Det var beläget på en sank dalgång mellan Capitolium och Palatinen. I norr gränsade det till Vicus Iugarius och Vicus Tuscus och i väster till Forum Boarium.
Här salufördes livsmedel av olika slag, bland annat olja, vin och delikatesser. På Velabrum stod Felicitas tempel, vid vilket Julius Caesar under sitt triumftåg år 46 f.Kr. sägs ha brutit axeln på sin triumfvagn.
På Velabrum finns bland annat Janusbågen och kyrkan San Giorgio in Velabro.